# Donauinsel (métro de Vienne)
Donauinsel (en allemand : U-Bahn-Station Vorgartenstraße) est une station de la ligne U1 du métro de Vienne. Elle est située sous le Reichsbrücke, à proximité de Donauinsel, sur le territoire de Donaustadt, XXIIe arrondissement de Vienne en Autriche.

## Situation sur le réseau

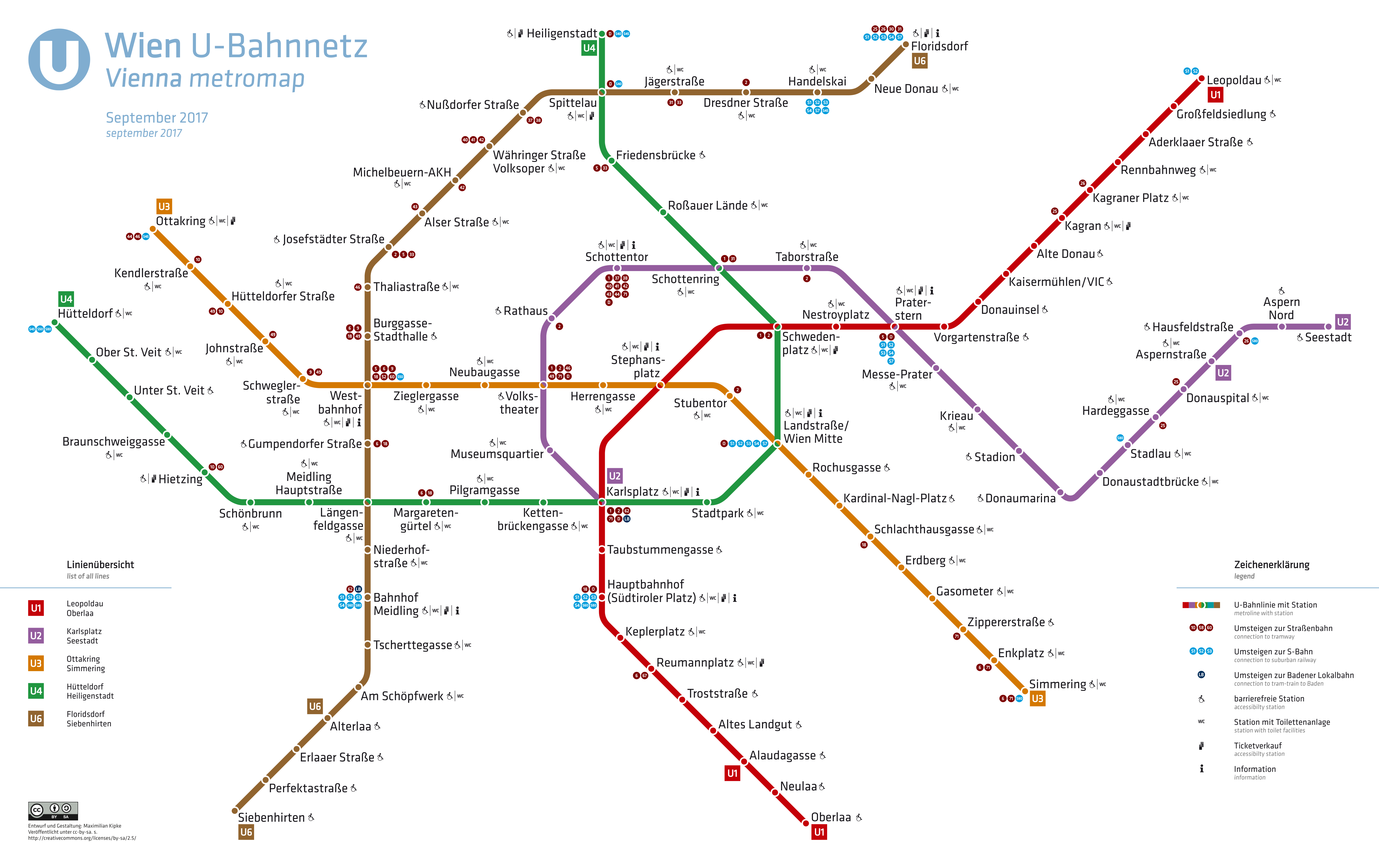
Plan du métro (2017).

Établie en aérien sous le Reichsbrücke, Donauinsel est une station de passage de la ligne U1 du métro de Vienne, elle est située entre la station Vorgartenstrasse, en direction du terminus sud Oberlaa, et la station Kaisermühlenl, en direction du terminus nord Leopoldau.
Elle dispose des deux voies de la ligne encadrées par deux quais latéraux.

## Histoire
La station Donauinsel est mise en service le 3 septembre 1982, lors de l'ouverture à l'exploitation du prolongement de Praterstern à Kagran.

## Services aux voyageurs

### Accès et accueil

Installations
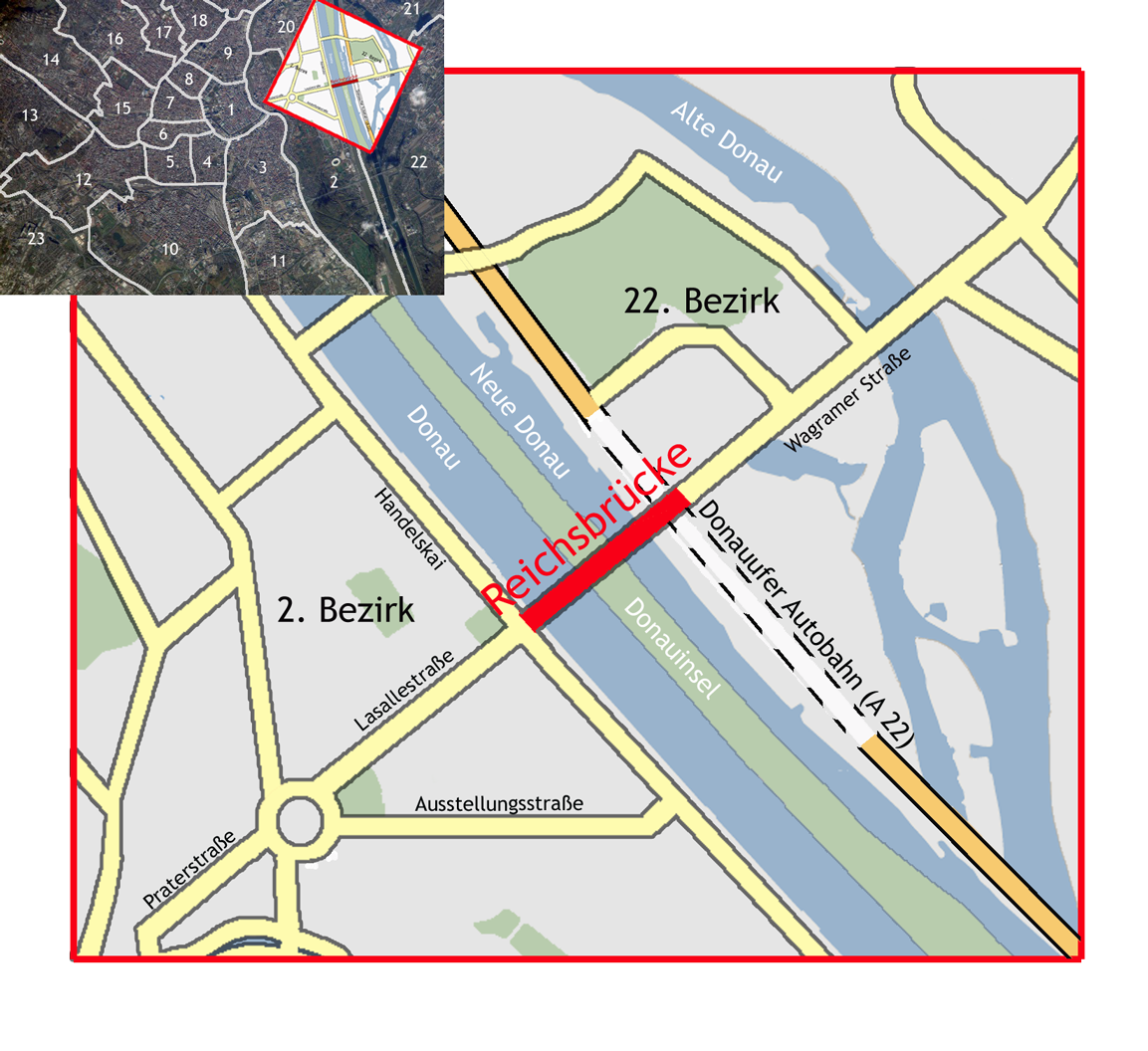
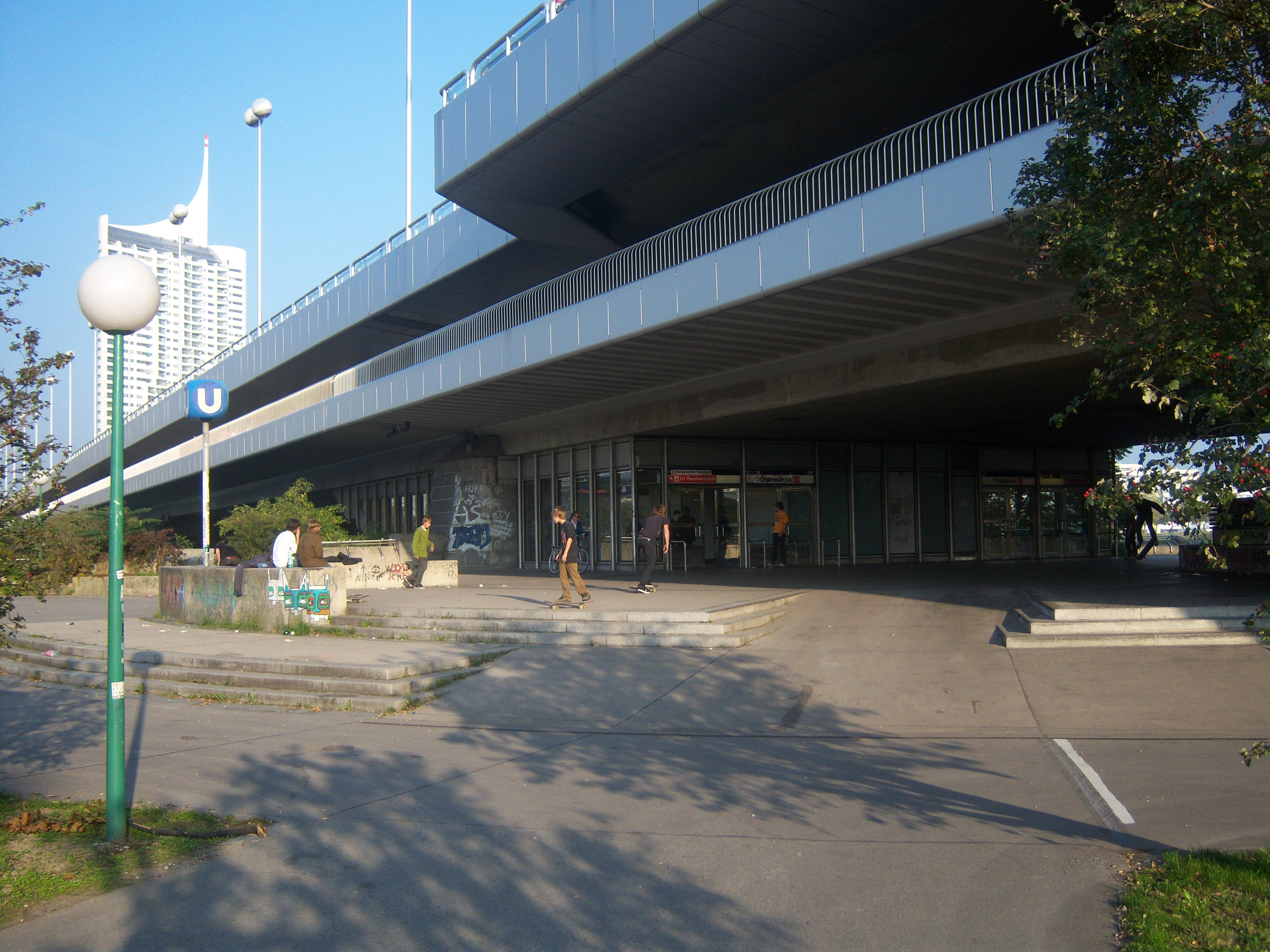
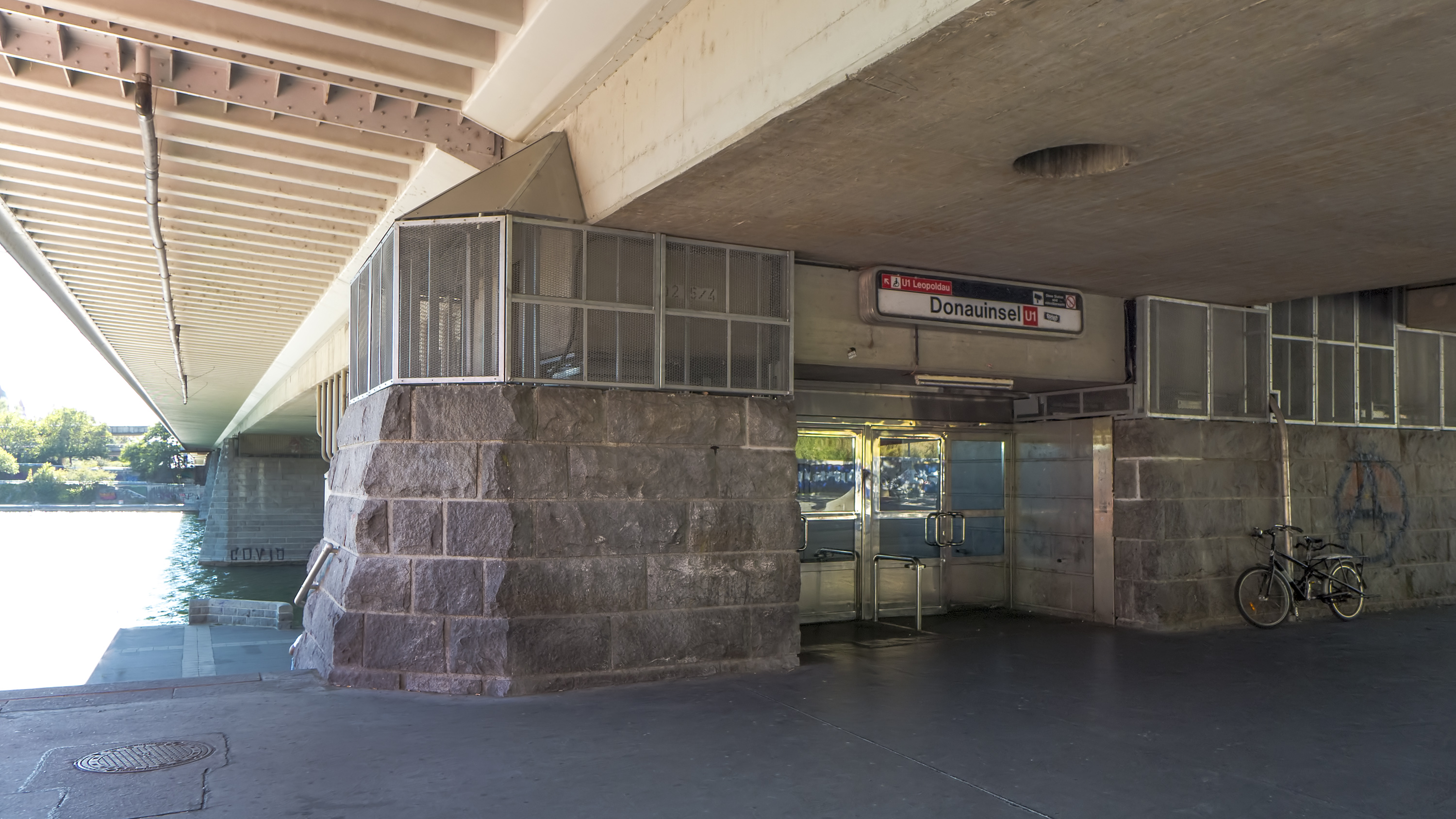

### Desserte

Installations et desserte
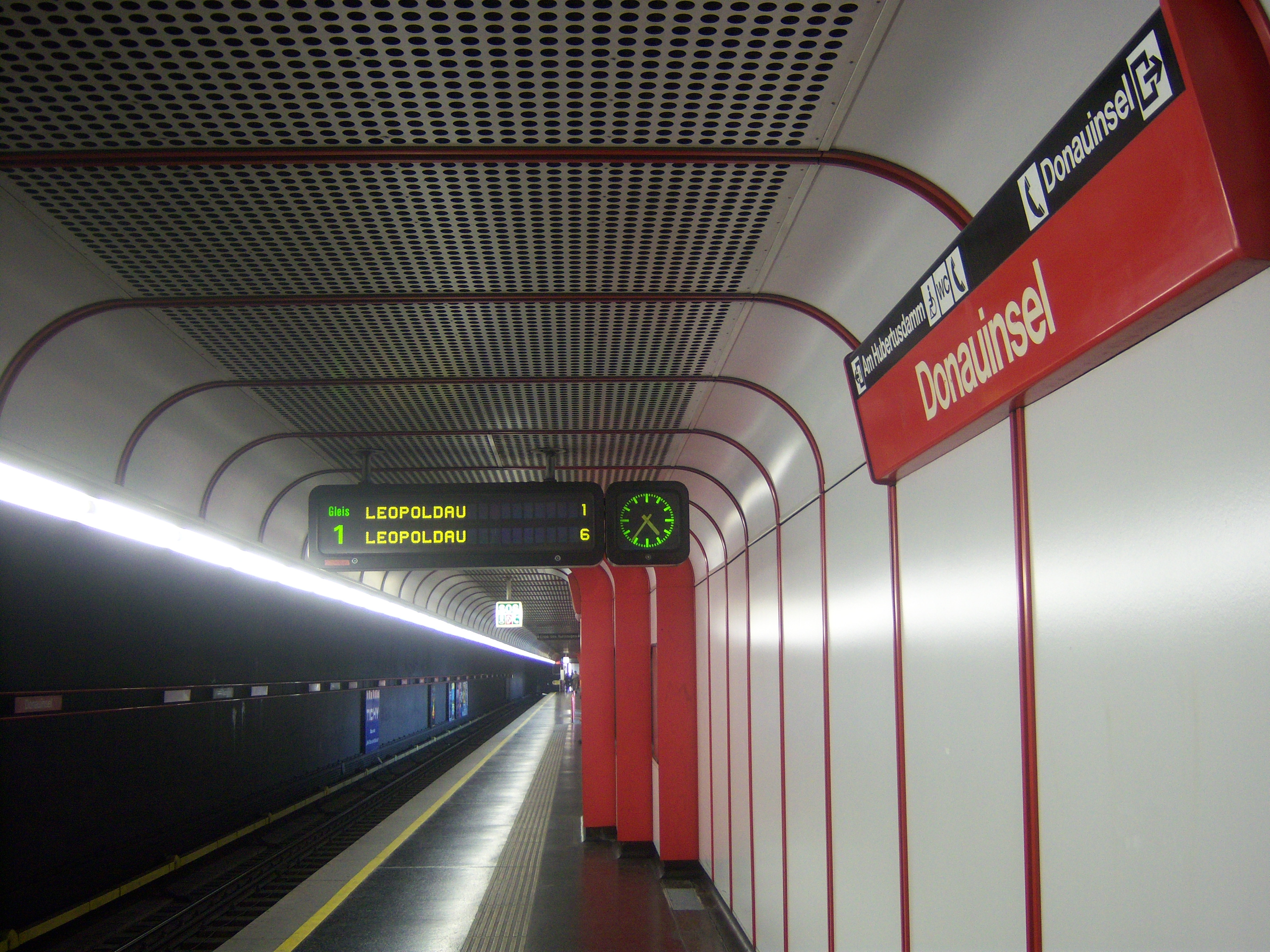
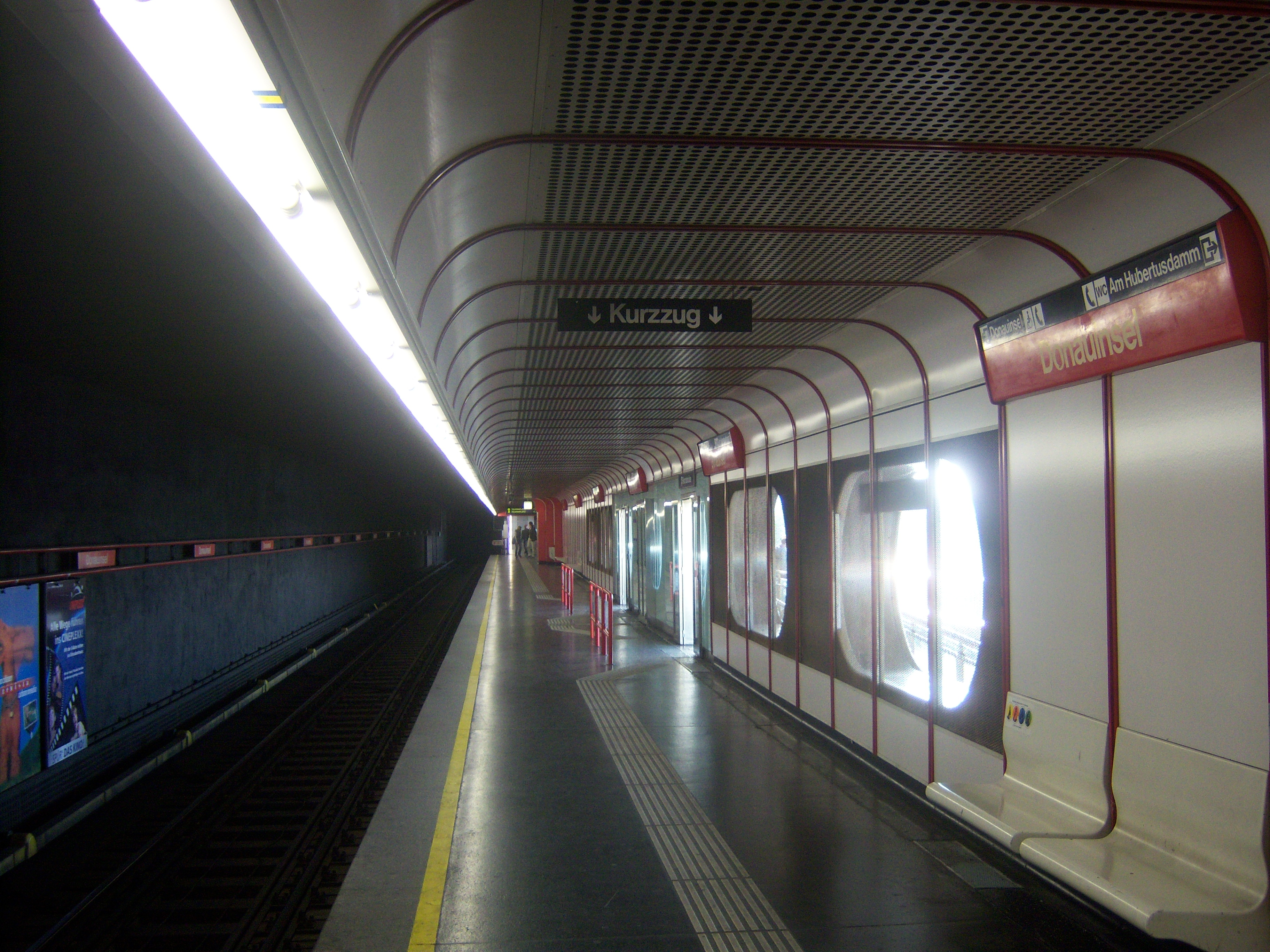
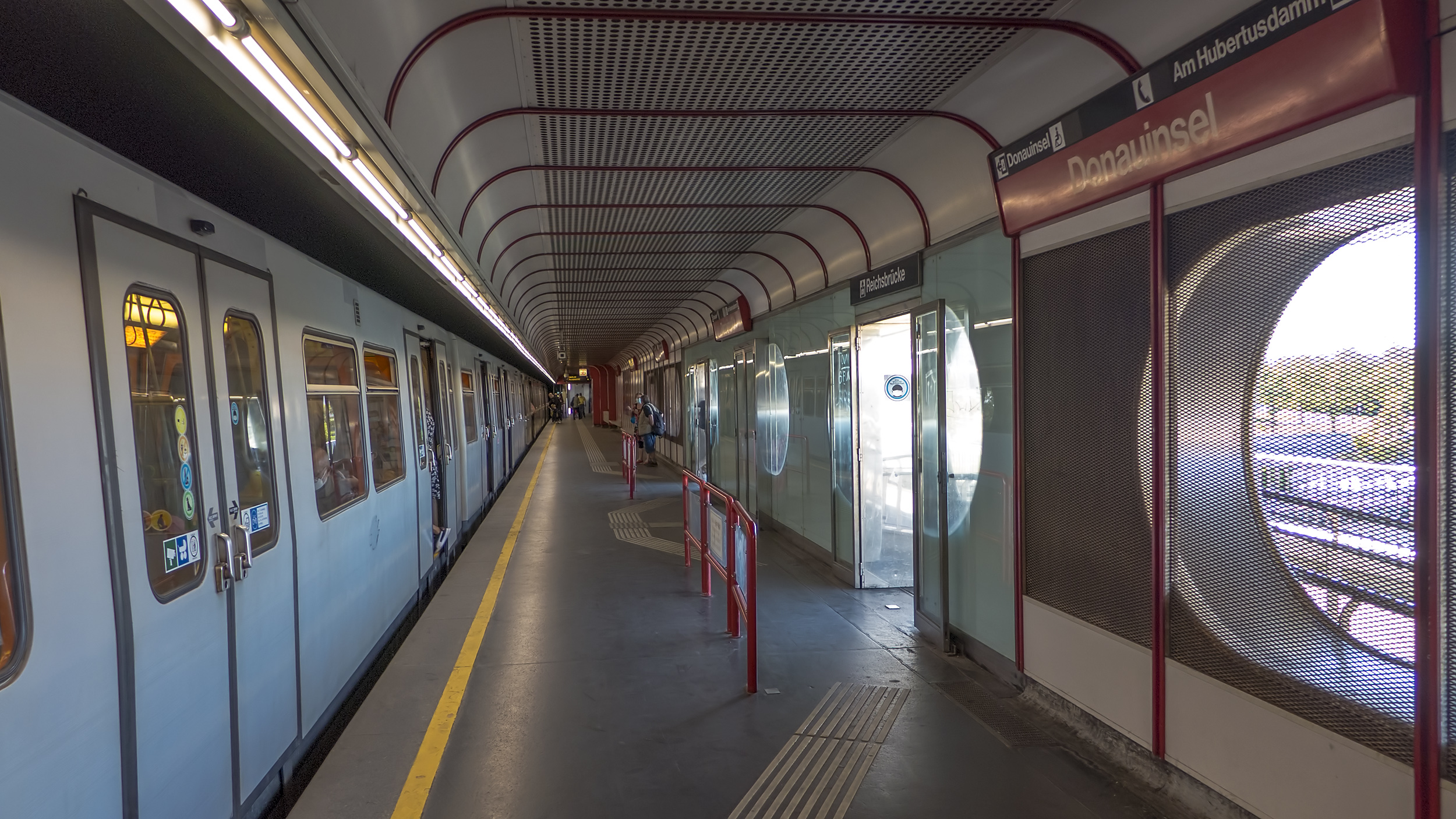

## À proximité
- Donauinsel